# Zeuxidia mesilauensis
Zeuxidia mesilauensis is een vlinder uit de familie Nymphalidae. De wetenschappelijke naam van de soort is voor het eerst geldig gepubliceerd in 1971 door Barlow, Banks & Holloway.